# Sphodromantis splendida
Sphodromantis splendida är en bönsyrseart som beskrevs av Morgan Hebard 1920. Sphodromantis splendida ingår i släktet Sphodromantis och familjen Mantidae. Inga underarter finns listade i Catalogue of Life.